# Harzgerode
Harzgerode là một đô thị ở huyện Harz trong bang Sachsen-Anhalt, Đức. Đô thị Harzgerode có diện tích 150,57 km². Các khu vực dân cư:
- Harzgerode
- Alexisbad
- Mägdesprung
- Silberhütte
- Dankerode
- Güntersberge
- Königerode
- Schielo
- Siptenfelde
- Straßberg